# Sunburn
„Sunburn“ je singl z debutového alba Showbiz britské alternativní rockové skupiny Muse. V pořadí čtvrtý singl z tohoto alba poprvé vyšel ve Spojeném království 21. února 2000 na dvojCD a na 7" vinylu. Stejně jako u Muscle Museum, i u Sunburn se covery dvojCD od sebe liší barvou. První CD je laděno do červené barvy, zatímco obal druhého CD je zbarven do žluta. Ještě tentýž rok vyšel 12" vinyl, na kterém se nacházejí tři více než pětiminutové remixy.
Mimo jiné je Sunburn také prvním singlem Muse, který se probojoval v UK Singles Chart do TOP 40, což zapříčinilo vzestup kapely jak na britské, tak i na celoevropské scéně a celkově vysloužili si zvětšenou přízeň u fanoušků nejen rockové hudby. K upevnění pozice jim pomohla i reedice předchozího singlu Muscle Museum, který se v anglické singlové hitparádě taktéž dostal do TOP 40.
Song Sunburn se kromě singlového provedení objevil také v živém provedení na DVD Hullabaloo a na koncertním DVD Absolution Tour. Skladbu si pak vypůjčila i firma Apple a použila ji v reklamě na osobní počítač iMac.

## Videoklip
Hudební video navazuje po psychické stránce na předchozí klipy z alba Showbiz. Hlavní postavou je dívka hlídající malého chlapce. Společně sledují televizi v obývacím pokoji, avšak náhle se dívka zvedne a odejde po schodech nahoru do ložnice rodičů. Během prohledávání skříně se v zrcadle za ní objeví Matthew Bellamy s Chrisem Wolstenholmem. Než si jich ale dívka stačí všimnout, oba dva opět zmizí. Když se dívka dívá do zrcadla, vynoří se z něj Matt, Chris a Dominic. Vyděšeně se na celou kapelu dívá, přičemž se ráz skladby stupňuje úměrně s tlakem, který na ni vyvíjí Matt. Mezitím se nahoru do ložnice vydává i chlapec. Dívka už Mattův nátlak nevydrží a zrcadlo rozbije. V tom vejde do pokoje chlapec. Přistoupí k rozbitému zrcadlu, avšak místo kapely tam nyní vidí dívku sedící za ním na gauči. Když se ale otočí, nikdo s ním v místnosti není.

## Verze singlu

### CD 1
1. „Sunburn“ - 3:54
2. „Ashamed“ - 3:47
3. „Sunburn (Live)“ - 3:49

- živá verze Sunburn byla pořízena ve vídeňské Libro Halle 20. prosince. 1999

### CD 2
1. „Sunburn“ - 3:54
2. „Yes Please“ - 3:06
3. „Uno (Live)“ - 3:49

- verze skladby Uno byla nahrána 4. října 1999 v Londýně v Sound Republic pro rádio XFM.

### 7" vinyl
1. „Sunburn“ - 3:54
2. „Sunburn (Live Acoustic)“ - 4:15

- akustická verze Sunburn byla nahraná v americkém rádiu KCRW pro jeho pořad Morning Becomes Eclectic.

### 12" vinyl (remixy)
1. „Sunburn (Timo Maas Sunstroke Remix)“ - 6:44
2. „Sunburn (Timo Maas Breakz Again Remix)“ - 5:27
3. „Sunburn (Steven McCreery Remix)“ - 7:49

### Německé promo CD
1. „Sunburn (Radio edit)“
2. „Yes Please“ - 3:06
3. „Ashamed“ - 3:47
4. „Sunburn (live)“ - 3:49